# Charles Geerts (ondernemer)
Charles Ludovicus Geerts (Amsterdam, 23 juli 1943 – aldaar, 6 november 2024), ook bekend als Dikke Charles, was een Nederlands ondernemer, die vooral actief was in de seksindustrie en de prostitutie.

## Biografie
Geerts groeide op in Amsterdam-Oost waar hij op de lagere school Hans Knoop leerde kennen. Hij was aanvankelijk marktkoopman in groenten en fruit en richtte in de jaren '70 een postorderbedrijf in erotische artikelen op: Pabo. Daarnaast was hij de oprichter van Scala agenturen, een groothandel in erotica. 
Het verworven geld werd na de verkoop van deze firma's in 1993 geïnvesteerd in onroerend goed op de Amsterdamse Wallen. Zo werd hij eigenaar van vele zogeheten "ramen" op de Wallen in Amsterdam.
In 2001 klaagde hij met succes het dagblad Het Parool aan bij de Raad voor de Journalistiek na een artikel van Bart Middelburg over het witwassen van geld. In 2004 zond Zembla een programma uit, waarin hij in verband werd gebracht met kinderporno. Op last van de Raad voor de Journalistiek moest het programma deze bewering rectificeren. Geerts was bevriend met drugsbaron Klaas Bruinsma.
Op donderdag 30 november 2006 werden alle vergunningen van Geerts door de gemeente ingetrokken, omdat hij volgens het landelijk bureau BIBOB nauwe banden zou hebben met de onderwereld en zijn bedrijf zou gebruiken voor het witwassen van crimineel geld. Sinds op 1 oktober 2000 het bordeelverbod is geschrapt uit het Wetboek van Strafrecht, verstrekken gemeenten bordeelvergunningen, waardoor ze de bestuurlijke middelen hebben gekregen seksinrichtingen aan te pakken.
Op 22 juni 2007 werd bekend dat Geerts in onderhandeling was om zijn bordeelpanden aan de gemeente Amsterdam te verkopen. Hij zou op dat moment in gesprek zijn met Stadsgoed N.V. dat met steun van de gemeente Amsterdam het onroerend goed voor 25 miljoen euro van Geerts overnam.
Eerder had de voorzieningenrechter in kort geding de burgemeester verboden de panden van Geerts te sluiten voor de bezwaarcommissie zich inhoudelijk over het verweer van Geerts zou hebben uitgesproken. Tijdens de zittingen van deze commissie bleek het advies van bureau BIBOB waarop de burgemeester zich baseerde aan alle kanten te rammelen. Op grond daarvan besloot de gemeente Amsterdam toen Geerts uit te kopen.
In 2009 diende Charles Geerts een strafklacht wegens laster en belediging in tegen de Amsterdamse wethouder Lodewijk Asscher omdat die hem in een interview in het blootblad Penthouse een "crimineel" en "criminogeen" persoon had genoemd. In eerste instantie werd deze klacht door de officier van justitie geseponeerd, waarop de advocaat van Geerts een klaagschrift bij het Hof in Amsterdam indiende.
In februari van 2010 volgde een tweede aangifte tegen Asscher omdat hij in een interview met De Telegraaf Geerts tot de "foute mensen" rekende en hem- gezien de context van het interview- in verband bracht met zware criminaliteit. 
In een persbericht wees Geerts er op dat hij bij de verkoop van zijn panden aan de gemeente Amsterdam zich heeft moeten verplichten publiekelijk geen grievende of beledigende opmerkingen aan het adres van gemeentebestuurders of ambtenaren te maken. Alhoewel er niet zwart op wit staat dat op basis van wederkerigheid ook de gemeente zich dient te onthouden van beledigende opmerkingen aan het adres van Geerts is laatste (en diens advocaat) van oordeel dat een wethouder alleen al op grond van zijn functie zich niet te buiten mag gaan aan het doen van beledigende opmerkingen aan het adres van een burger.
In augustus 2012 werd bekend dat Geerts zich weer bezig zou houden op de Wallen.
In 2014 kocht Geerts een pand aan de Overtoom, waar plannen waren voor de vestiging van een hotel.